# Step by Step (Lied)
Step by Step ist ein Lied, das 1986 von Maurice Starr geschrieben wurde. Die bekannteste Fassung stammt von der US-amerikanischen Boygroup New Kids on the Block aus dem Jahr 1990. Mit über 6,5 Millionen verkauften Tonträgern weltweit ist das Lied die erfolgreichste Single der Gruppe.

## Entstehung
1986 produzierte Starr ein Album für The Superiors. Das Tonstudio war gebucht, aber Starr hatte noch kein Lied geschrieben. Zehn Minuten vor Beginn der Aufnahmen begann er, am Keyboard zu spielen, und die Melodie klang für ihn wie Schritte. Somit nannte er das Stück Step by Step (dt.: Schritt für Schritt). Das Lied wurde als Single von Motown veröffentlicht, erreichte aber die Hitparade nicht.

## New Kids on the Block-Version
Die Version der New Kids on the Block wurde am 10. Mai 1990 als erste Single-Auskopplung des gleichnamigen Albums in den USA veröffentlicht und stieg zwei Wochen später auf Platz 27 in die Billboard Hot 100 Charts ein. Einen Monat später konnte sich der Song für drei Wochen auf Platz 1 halten und verblieb insgesamt 15 Wochen in den Billboard Hot 100 und erreichte im Oktober 1990 Platin-Status. Auch in den Kanadischen Charts, wo sich die Single für zwei Wochen auf Platz 1 platzieren konnte, wurde Step by Step mit Platin ausgezeichnet. In Europa erreichte Step by Step Platz zwei der UK Top 40 und platzierte sich unter anderem auch in Deutschland, Frankreich und Norwegen in den Top Ten. Im Musikvideo zum Lied hatte der Bruder von Donnie Wahlberg, der spätere Rapper und heutige Schauspieler Mark Wahlberg, einen seiner ersten Auftritte.

### Chartplatzierungen
| ChartsChartplatzierungen       | Höchstplatzierung | Wochen |
| ------------------------------ | ----------------- | ------ |
| Deutschland (GfK)              | 8 (22 Wo.)        | 22     |
| Österreich (Ö3)                | 12 (13 Wo.)       | 13     |
| Schweiz (IFPI)                 | 17 (12 Wo.)       | 12     |
| Vereinigte Staaten (Billboard) | 1 (15 Wo.)        | 15     |
| Vereinigtes Königreich (OCC)   | 2 (7 Wo.)         | 7      |

| ChartsJahrescharts (1990)      | Platzierung |
| ------------------------------ | ----------- |
| Deutschland (GfK)              | 43          |
| Vereinigte Staaten (Billboard) | 33          |

### Auszeichnungen für Musikverkäufe
| Land/Region                  | Auszeichnungen für Musikverkäufe (Land/Region, Auszeichnung, Verkäufe) | Verkäufe  |
| ---------------------------- | ---------------------------------------------------------------------- | --------- |
| Australien (ARIA)            | Gold                                                                   | 35.000    |
| Frankreich (SNEP)            | Silber                                                                 | 200.000   |
| Japan (RIAJ)                 | Gold                                                                   | 50.000    |
| Kanada (MC)                  | Platin                                                                 | 100.000   |
| Neuseeland (RMNZ)            | Gold                                                                   | 5.000     |
| Vereinigte Staaten (RIAA)    | Platin                                                                 | 1.000.000 |
| Vereinigtes Königreich (BPI) | Silber                                                                 | 200.000   |
| Insgesamt                    | 2× Silber · 3× Gold · 2× Platin ·                                      | 1.590.000 |

## Coverversionen
- 1991: Peter Breiner & His Symphonic Pop Orchestra
- 1997: Lyte Funkie Ones
- 2002: Hit Crew
- 2006: Ron Gelfer
- 2007: TVXQ
- 2008: 2Be3
- 2009: Master & Servant